# ESO 306-17
ESO 306-17 — група галактик, яка складається з еліптичних галактик в сузір’ї Голуба, діаметром близько 1,07 мільйона світлових років  і приблизно 517 мільйонів світлових років від нас .
Галактика розташована окремо в просторі. Існує теорія, що галактика канібалізувала своїх найближчих супутників . Галактика — гігантська еліптична галактика типу cD3 (E+3), одна з найбільших типів галактик.

## Інтернет-ресурси
- Порівняння найбільших об'єктів у Всесвіті